# 科沙林
科沙林（波蘭語：Koszalin，克斯林）是位于波兰北部西滨海省的一座城市，距离波罗的海约15公里，位於傑日任欽卡河河畔。科沙林的人口約10萬，是該省的第二大城市。

## 友好城市
- 德国 新勃兰登堡
- 德国 新明斯特
- 德国 柏林
- 德国 施韋特
- 丹麦 格莱萨克瑟
- 芬兰 塞伊奈约基
- 法國 布尔日
- 瑞典 克里斯蒂安斯塔德
- 荷蘭 鲁尔蒙德
- 立陶宛 特拉凱
- 中国 福州
- 義大利 阿尔巴诺拉齐亚莱
- 乌克兰 伊万诺-弗兰科夫斯克[2]